# Генрі Морган
Гéнрі Мóрган (англ. Henry Morgan; 1635 — 25 серпня 1688) — англійський приватир, губернатор Ямайки, лицар (англ. Knight of the Realm).

## Біографія
Уперше Морган прославився участю в нападі на іспанське місто Вільяермосу (зараз адміністративний центр мексиканської провінції Табаско) у лютому 1665 року, а в червні того ж року — також і на місто Гранаду, центр родовищ срібла в Нікарагуа. Цей рейд та чимала здобич, яка була захоплена піратами, відразу ж перетворили Генрі Моргана та його спільників на «героїв» у колах буканірів та пересічних жителів Ямайки.
Після повернення в Порт-Роял на Моргана чекав приємний сюрприз — його дядько сер Едвард Морган був призначений віце-губернатором Ямайки. Через деякий час, після смерті дядька, губернатор Ямайки сер Томас Модіфорд зробив Генрі Моргана полковником і призначив його командиром одного із загонів міліції Порт-Рояла. Одночасно, після смерті піратського "адмірала" Едварта Мансфелта, буканіри острова обрали його своїм ватажком.
Скоро Морган став «ворогом номер один» всіх іспанців Нового Світу. Він захопив міста Портобело, Маракайбо та Гібралтар. А у січні 1671 року Морган провів свою найблискучішу операцію. На чолі близько 2 тисяч буканьєрів Морган напав на Панаму — місто на Тихоокеанському узбережжі, куди іспанці звозили мексиканське золото та перуанське срібло для відправки у Іспанію. І знову, як і раніше, Морган захопив величезну здобич.
Але цими своїми діями він порушив мирний договір, що був укладений між Іспанією та Англією у той саме час, як він грабував Панаму. Втім, англійський монарх «покарав» його досить своєрідно: він викликав Моргана у Англію, заарештував, після чого подарував йому дворянський титул і повернув у Порт-Рояль вже як віце-губернатора.
Але спокійне та багате життя, якого таким чином досяг Морган, схоже, не дуже йому підходило. Він почав багато пити, і його пиятики частенько закінчувалися гучними скандалами. І через шість років після цього, а саме, 25 серпня 1688 року, у віці 53 років помер.

## Образ у книгах
Образ Генрі Моргана багато разів використовувався в книгах і розповідях про піратів Центральної Америки письменниками різних часів і народів, з усіх кінців глобального суспільства. Зокрема серед них - книги Рафаеля Сабатіні (напр. Одіссея капітана Блада), на яких виросло не одно покоління дітей, особливо в суспільстві колишнього СРСР.